# Ontario Archaeological Society
Die Ontario Archaeological Society ist eine kanadische Organisation, die seit Januar 1951 besteht und sich mit der Archäologie Ontarios beschäftigt und somit wesentliche Beiträge zur Geschichte der Provinz leistet. Sie gibt die halbjährlich erscheinende Fachzeitschrift Ontario Archaeology sowie zweimal pro Monat die Arch Notes heraus; hinzu kommen Monographien. Ihr Sitz befindet sich im Ashbridge Estate im Osten von Toronto, der Hauptstadt der Provinz. Präsident ist Jean-Luc Pilon. 

## Geschichte
Die Archäologie war lange eine von der kanadischen Öffentlichkeit kaum wahrgenommene wissenschaftliche Disziplin in der Provinz Ontario. Die Geschichte Ontarios begann bestenfalls mit der Entdeckung durch die Europäer Anfang des 16. Jahrhunderts. Angeregt durch Vorträge von John Norman Emerson (1917–1978), dem führenden Archäologen der Anthropology an der Universität von Toronto, fand sich eine Gruppe von Interessierten zusammen, die diesen Zustand ändern wollten. Dazu sollte ein Publikationsorgan gegründet, die Zusammenarbeit und der Informationsaustausch gefördert werden, ebenso wie der Unterricht. Zudem sollten illegale Grabungen unterbunden werden. 
Emerson erwarb 1938/39 erste Grabungserfahrungen bei Philleo Nash, als er die Grabung an der Pound site in Südwest-Ontario unterstützte. Schon 1939 erfolgte eine erste Publikation mit dem Titel Digging Up the Past with Grapefruit Knives. Im selben Jahr begleitete er Kenneth E. Kidd zum Rock Lake im Algonquin Provincial Park. Im nächsten Jahr ging er für Fay Cooper Cole von der University of Chicago zur Kincaid site in Illinois, wo er einen Mound ausgrub, einen großen künstlichen Hügel. Norman lehnte Berufungen nach Yale, Harvard und Pennsylvania ab, um in Anthropology zu promovieren (1954). Nach dem Krieg wurde er Lecturer im Department of Anthropology an der Universität Toronto. Er initiierte, beaufsichtigte und leitete fast 50 Grabungskampagnen als Supervisor of Archaeological Studies, gründete ein archäologisches Labor und eine archäologische Gesellschaft, um die Breitenwirkung zu erhöhen und Mittel einzuwerben. 
Ab 1960 führte er die ersten, heute in ganz Kanada gängigen, archäologischen Feldschulen (archaeological field schools) durch, bei denen Studenten in der Praxis lernen konnten, wie man im komplexen Wirtschafts- und Kulturfeld, zusammen mit den First Nations, Grabungen durchführt (Pic River 1960, Cahiagué 1961–1967). Sein Spezialgebiet waren die Mittlere und Spätere Waldlandphase (Middle und Late Woodland) sowie die Irokesen. 1968 wurde er Vizepräsident der Canadian Archaeological Association, 1975–76 ihr Präsident. 1970 wurde er Präsident der Ontario Archaeological Society und erhielt von ihr 1978 den Smith-Wintemberg-Preis für außergewöhnliche Beiträge zur kanadischen Archäologie.
Die erste Ausgabe der Ontario Archaeology konnte mangels Geldmitteln erst 1958 erscheinen. Zuvor erschienen 1956–1962 fünf Ausgaben der New Pages of Prehistory. Später kamen die Arch Notes hinzu, die zweimal monatlich Fachnachrichten verbreiten. Die wachsende Zahl von Mitgliedern und schließlich die Unterstützung der Regierung der Provinz erlaubten den Einzug in ein eigenes Büro und die Einstellung von hauptamtlichen Kräften. Inzwischen bestehen eigene Verbände in Hamilton, Huronia, London, Thunder Bay, Ottawa, Toronto und Windsor. Regelmäßig werden Workshops, Kurse und Seminare abgehalten, aber auch Kongresse. Eine eigene Bibliothek und eine Grabungsdatenbank unterstützen maßgeblich Forschung und Lehre.